# When I Think of You
«When I Think of You» es una canción de la cantante estadounidense Janet Jackson de su tercer álbum de estudio, Control de 1986. Fue lanzado el 28 de julio de 1986 como el tercer sencillo del álbum. Compuesta por los compositores y productores discográficos Jimmy Jam y Terry Lewis, la canción trata sobre una persona que encuentra alivio y diversión en un amante. Fue el primer sencillo número uno de Jackson en el Billboard Hot 100. También alcanzó el número tres en la lista Hot Black Singles y el número uno en la lista Hot Dance Club Play de Estados Unidos En el Reino Unido alcanzó el número 10 en la UK Singles Chart.
Pitchfork incluyó la canción en el número 48 de su lista "Las 200 mejores canciones de la década de 1980" .

## Vídeo musical
El video musical de "When I Think of You" muestra a Jackson recorriendo un vecindario. Cada lugar que visita tiene al mismo hombre misterioso con diferentes disfraces diciéndole una breve declaración y luego desapareciendo cuando ella se da la vuelta. Algunas partes fueron puestas en escena por el coreógrafo de Hollywood Michael Kidd. El video fue coreografiado por Paula Abdul y dirigido por Julien Temple.

## Lista de canciones[3]
sencillo 7"  EE. UU.
1. "When I Think of You" – 3:56
2. "Pretty Boy" – 6:32

sencillo 7" Reino Unido
1. "When I Think of You" – 3:56
2. "Come Give Your Love to Me" – 5:03

maxi 12" EE. UU.
1. "When I Think of You" (Dance Remix) – 6:12
2. "When I Think of You" (Instrumental) – 4:00
3. "When I Think of You" (Extra Beats) – 2:00
4. "When I Think of You" (Dub/A capela) – 3:15

## Remixes
| Jimmy Jam & Terry Lewis mixes - "When I Think of You" (Dance Remix) – 6:12 - "When I Think of You" (Dub/A capela) – 3:15 - "When I Think of You" (Extra Beats) – 2:00 Deep Dish mixes - "When I Think of You" (Deep Dish Chocolate City Mix) – 9:35 - "When I Think of You" (Deep Dish Quiet Storm Dub) – 7:52 - "When I Think of You" (Deep Dish Dished Out Bums) – 11:22 Pete Heller\|Heller & Farley mixes - "When I Think of You" (Heller & Farley Project Mix) – 10:46 - "When I Think of You" (Heller & Farley Project Mix - UK Edit) – 6:58 - "When I Think of You" (Junior Trackhead Joint) – 7:08 | David Morales mixes - "When I Think of You" (Morales Extended House Mix '95) – 7:43 - "When I Think of You" (Morales House Mix '95) – 4:33 - "When I Think of You" (Morales House Mix '95 - 12-inch UK Edit) – 6:22 - "When I Think of You" (Morales House Mix '95 - 7-inch UK Edit) – 3:30 - "When I Think of You" (Morales Crazy Love Mix) – 8:45 - "When I Think of You" (Morales Crazy Love Mix - UK Edit) – 7:08 - "When I Think of You" (Morales Classic Club Mix) – 6:57 - "When I Think of You" (Morales Jazzy Mix) – 10:19 - "When I Think of You" (Morales Drum Mix) – 5:10 - "When I Think of You" (Morales Incredible Boss Dub) |

## Posicionamiento en Listas
| Lista (1986)                           | Posición |
| -------------------------------------- | -------- |
| Bélgica (Flandes) (Ultratop 50)        | 8        |
| Canadá (RPM Top Singles)               | 6        |
| Irlanda (IRMA)                         | 10       |
| Países Bajos (Dutch Top 40)            | 3        |
| Países Bajos (Mega Single Top 100)     | 2        |
| Nueva Zelanda (Recorded Music NZ)      | 23       |
| Reino Unido (Official Charts Company)  | 10       |
| Estados Unidos (Billboard Hot 100)     | 1        |
| Estados Unidos (Adult Contemporary)    | 10       |
| Estados Unidos (Hot Dance Club Songs)  | 1        |
| Estados Unidos (Dance Singles Sales)   | 3        |
| Estados Unidos (Hot R&B/Hip-Hop Songs) | 3        |
| Estados Unidos Cash Box Top 100        | 1        |